# Ryan Bowman
Ryan Michael Bowman (Carlisle, 30 novembre 1991) è un calciatore inglese, attaccante del Cheltenham Town.

## Carriera
Nel 2016 si è trasferito al Motherwell, club della prima divisione scozzese.

## Palmarès

### Club

#### Competizioni nazionali
- Football League Trophy: 1

Carlisle United: 2010-2011